# EPCglobal
EPCglobalは、GS1（旧称、EAN International/国際EAN協会）とGS1 US™（旧Uniform Code Council/統一コード委員会）の共同事業体。Electronic Product Code（EPC）技術の世界的な導入と標準化を、倫理的に信頼できる方向に実現するため設立された組織である。
現在、グループの主な焦点は、RFIDの世界標準化と、インターネットを通してデータを共有するためのEPCglobalネットワークを作り上げる事である。
| サブスタブ | この項目は、まだ閲覧者の調べものの参照としては役立たない、書きかけの項目です。この項目を加筆・訂正などしてくださる協力者を求めています。このテンプレートは分野別のサブスタブテンプレートやスタブテンプレート（Wikipedia:分野別のスタブテンプレート参照）に変更することが望まれています。 |